# Districte d'Erlach
El districte de Erlach (en francès district de Cerlier) és un dels 26 districtes del Cantó de Berna (Suïssa), té 10734 habitants (cens de 2007) i una superfície de 96 km². El cap del districte és Erlach/Cerlier està format per 12 municipis. Es tracta d'un districte amb l'alemany com a llengua oficial.

## Municipis
| Nom del municipi  | Habitants (31. Dez. 2007) | Superfície en km² |
| ----------------- | ------------------------- | ----------------- |
| Brüttelen         | 592                       | 6.6               |
| Erlach/Cerlier    | 1132                      | 3.5               |
| Finsterhennen     | 480                       | 3.6               |
| Gals              | 698                       | 7.9               |
| Gampelen/Champion | 750                       | 10.8              |
| Ins/Anet          | 3046                      | 23.9              |
| Lüscherz          | 535                       | 5.4               |
| Müntschemier      | 1266                      | 4.9               |
| Siselen           | 591                       | 5.5               |
| Treiten           | 413                       | 4.7               |
| Tschugg           | 419                       | 3.3               |
| Vinelz            | 812                       | 4.6               |
| Total (12)        | 10'734                    | 84.7              |